# Parupeneus indicus
 Parupeneus indicus és una espècie de peix de la família dels múl·lids i de l'ordre dels perciformes.

## Morfologia
Els mascles poden assolir els 45 cm de longitud total.

## Distribució geogràfica
Es troba des del Iemen, Golf d'Aden i sud d'Oman fins a Sud-àfrica, les Illes Carolines, Samoa, el sud del Japó i el sud de Queensland (Austràlia).